# دورنير دو 217
دورنير دو 217 (بالإنجليزية: Dornier Do 217)‏ هي قاذفة قنابل أنتجت في 1941 بألمانيا. من صناعة دورنير للطائرات. كانت تستخدم بشكل أساسي من قبل سلاح الجو الألماني. كان أول طيران لها في 1938. انتهت خدمتها في 1945. صنع منها 1925 طائرة.